# Rue Tronchet (Lyon)
Pour les articles homonymes, voir Rue Tronchet.
La rue Tronchet est une rue située dans le 6e arrondissement de Lyon.
Elle est ainsi nommée en honneur de François Denis Tronchet, défenseur de Louis XVI, député du tiers état, un des rédacteurs du code civil français.

## Présentation
La rue Tronchet débute place du Maréchal-Lyautey, face au quai de Serbie et s'achève sur le boulevard Stalingrad, qui longe le parc de la Tête-d'Or, à Villeurbanne. Elle traverse tout le 6e arrondissement d'est en ouest. Elle est particulièrement remarquable pour l'alignement parfaitement rectiligne de ses façades cossues.

## Seconde Guerre mondiale
Le 24 août 1944, alors que les troupes allemandes quittent précipitamment Lyon, une rumeur court que les Allemands ont abandonné une école occupée dans cette rue. Près de 300 personnes tentent de récupérer vivres et matériel, face à cet attroupement les Allemands ouvrent le feu, 26 personnes sont tuées.